# كلاوديو مارادونا
كلاوديو مارادونا مواليد 15 يوليو 1994 في دوق دي كاكسياس في البرازيل، هو لاعب كرة قدم برازيلي لعب في نادي الذهب السعودي و نادي نوروز العراقي و نادي دبا الحصن الإماراتي.

## روابط خارجية
- كلاوديو مارادونا على موقع قاعدة بيانات كرة القدم.إي يو (الإنجليزية)
- كلاوديو مارادونا على موقع Soccerway.com (الإنجليزية)